# 톨마초비 자매
톨마초비 자매(러시아어: Сёстры Толмачёвы)는 러시아의 팝 듀오다. 멤버인 아나스타샤와 마리아(1997년 1월 14일 ~ )는 쿠르스크 출신의 쌍둥이이다. 주니어 유로비전 송 콘테스트 2006에서 러시아 대표로 참가하여 우승을 차지했으며 유로비전 송 콘테스트 2014에서 러시아 대표로 참가했다.